# Токоротэн
Токоротэн (яп. ところてん, 心太, 心天, 瓊脂) — желатиновое блюдо японской кухни, представляющее собой лапшу, приготовленную из агар-агара из водорослей-агарофитов и употребляемую в холодном виде в качестве освежающего перекуса, особенно в летние месяцы.

## Приготовление
Традиционно для его приготовления водоросли тэнгуса (яп. テングサ, 天草; лат. Gelidium amansii) и огонори (яп. オゴノリ) отваривают и дают смеси застыть в виде желе. Затем желе пропускают через экструдер и формуют из него лапшу. В отличие от желатиновых десертов, токоротэн имеет более плотную текстуру.
Токоротэн также доступен в готовом упакованном виде, но его также можно приготовить самостоятельно токоротэнцуки (яп. ところてんつき) из блока агар-агара кантэн (яп. 寒天) с помощью специального режущего устройства.

## Употребление
Токоротэн можно употреблять горячим (в виде раствора) или холодным (в виде геля), как в качестве отдельного блюда-закуски, так и в роли гарнира, так и в виде десерта или аккомпанемента к другим японским десертам. Приправы и гарниры могут варьироваться в зависимости от региона Японии. В наши дни это блюдо принято есть со смесью рисового уксуса, мирина и соевого соуса, а также зелёного лука, нори, острого перца или кунжута.
В регионе Кансай токоротэн едят как десерт с сиропом куромицу (яп. 黒蜜), часто добавляя фрукты. На севере региона Канто и на западе региона Тюгоку добавляют в блюдо японскую горчицу, смешанную с нибайдзу (яп. 二杯酢) — смесью рисового уксуса и соевого соуса в соотношении 1:1, или с санбайдзу (яп. 三杯酢, «три чашки / ложки уксуса») — смесью соевого соуса, сладкого мирина и сахара, а также и без них. В регионе Токай его обычно едят одной палочкой для еды и обычно с добавлением семян кунжута поверх санбайдзу. На Хоккайдо и в северной части Тохоку токоротэн готовят летом с добавлением в воду сока сезонных кислых фруктов, например, дикого винограда.

## История
Токоротэн готовят в Японии уже более тысячи лет. Считается, что его рецепт и способ приготовления были завезены в Японию из Китая в период Нара.
В период Эдо токоротэн был популярен летом в качестве закуски. Первоначально его готовили для немедленного употребления и обычно продавали на фабриках. В XVII веке было обнаружено, что при замораживании токоротэна получается стабильный и сухой продукт, известный как кантен (агар). Хотя токоротэн можно приготовить из агар-агара на основе морских водорослей, таких как тэнгуса (Gelidiaceae) и огонори (Gracilaria), сегодня практически весь коммерчески выпускаемый агар-агар в Японии в основном изготавливается из огонори.

## Галерея
- Токоротэн с шируко и исобе-маки
- С мороженым матча, пастой из фасоли адзуки и данго